# Out of Line
Out of Line is een Duits platenlabel, gespecialiseerd in elektronische muziek.
De namen van de bands die onder contract staan zijn vooral bekend in de hoek van de gothic, neofolk, new wave, EBM en industrial.
Out of Line organiseert ook een jaarlijks rondreizend festival, met daarop bands van het eigen label. In 2007 was het festival onder meer in Tivoli, Utrecht.
In Berlijn heeft het platenlabel een shop. Ze geeft een blad uit, genaamd Electrostorm.

## Bands en artiesten
- Amduscia
- And One
- Angels & Agony
- Blutengel
- Combichrist
- DIN (A) TOD
- Hocico
- Lola Angst
- Spetsnaz